# Сиджунджунг
Сиджунджунг (индон. Sijunjung) — округ в составе провинции Западная Суматра. Административный центр — город Муаро-Сиджунджунг.

## География
Площадь округа — 3 130,8 км². На северо-западе граничит с округами Лима-Пулух-Кота и Танах-Датар, а также с территорией муниципалитета Савахлунто, на юге — с округами Солок и Дхармасрая, на севере — с территорией провинции Риау.

## Население
Согласно переписи 2010 года, на территории округа проживало 201 823 человека.

## Административное деление
Территория округа Сиджунджунг административно подразделяется на 8 районов (kecamatan):
- Купитан
- IV Нагари
- Кото VII
- Сумпур-Кудус
- Сиджунджунг
- Лубук-Тарок
- Танджунг-Гаданг
- Каманг-Бару